# Rejon gornomarijski
Rejon gornomarijski (ros. Горномарийский район) – rejon w należącej do Rosji nadwołżańskiej republice Mari El.
Rejon leży w północno-zachodniej części republiki i ma powierzchnię 1730 km². 1 stycznia 2006 r. na jego obszarze żyło 27 855 osób. Całość populacji stanowi ludność wiejska, gdyż na obszarze tej jednostki podziału administracyjnego nie ma miast. Maryjczycy stanowią 87,7% populacji, Rosjanie – 11%, zaś pozostali – 1,3%
Gęstość zaludnienia w rejonie wynosi 16,1 os./km²
Ośrodkiem administracyjnym rejonu jest duże miasto Koźmodiemiansk (mar. Cikmä), liczące 22 655 mieszkańców (2006 r.), które jednak administracyjnie nie wchodzi w skład rejonu. 